# Кочубеєво
Кочубеєво (рос. Кочубеево) — селище Правдинського району, Калінінградської області Росії. Входить до складу Желєзнодорожного міського поселення.
Населення —  3 особи (2015 рік). 

## Населення
| 2002 | 2010 |
| ---- | ---- |
| 5    | ↘3   |